# إنجيل الطفولة لتوما
إنجيل الطفولة لتوما هو إنجيل سيرة يروي قصة طفولة يسوع، يُعتقد أنه مكتوب في نهاية القرن الثاني الميلادي، وهو ليس معدودًا في ضمن القانون الكنسي.
يُعتقد أن إنجيل الطفولة لتوما سفرًا غنوصيًا. اعتبر المسيحيون الأوائل إنجيل الطفولة لتوما هرطقة وسفرًا غير موثوق. كما رفضه يوسابيوس القيصري وضمّنه غاليليوس الأول ضمن كتب الهرطقة في القرن الخامس الميلادي. ورغم اعتباره سفرًا غير قانوني في المسيحية، إلا أن العديد من المعجزات والقصص حول طفولة يسوع التي ذكرها القرآن كالخلق من الطين علي هيئة الطير.

## وصلات خارجية
- Early Christian Writings: Infancy Gospel of Thomas